# جين إتش هيل
جين إتش هيل (بالإنجليزية: Jane H. Hill)‏ هي لغوية وعالمة الإنسان أمريكية، ولدت في 27 أكتوبر 1939 في بيركيلي في الولايات المتحدة، وتوفيت في 2 نوفمبر 2018.